# Örbyhus
Örbyhus är en tätort i Tierps kommun i Uppsala län. Gränsen mellan Vendels och Tegelsmora socknar går i den lilla bäcken parallellt med järnvägen. Några kilometer utanför orten ligger Örbyhus slott, där Erik XIV dog.

## Historia

### Libbarbo
Libbarbo var en gård på södra sidan om Örbyhus å som troligen byggdes redan på 1200-talet. Detta var troligtvis den enda bebyggelsen i området ända fram till järnvägsstationens byggnad. Libbarbo hade sin storhetstid under 1820-talet då det var en tätt kringbyggd gård av betydelse. Libbarbo utgjorde ett eget litet samhälle med många byggnader och inhyste både pigor, drängar och flera hantverkare av olika slag. Vid Libbarbo fanns även ett soldattorp invid Nosekomen. Enligt sägen sägs det att teglet till Vendels kyrka (invigd 1310) slogs vid Libbarbo.

### Järnvägen
Uppbyggnaden av samhället Örbyhus påbörjades 1874 i och med järnvägens uppkomst. Redan 1855 tillsattes en järnvägskommitté som skulle utreda järnvägens dragning. Denna beslutade då att den norra stambanan skulle dras från Stockholm över Uppsala till Gävle. Det fanns även planer på att dra järnvägen från Uppsala via Dannemora och Tobo till Gävle och på så sätt sammanbinda Dannemora gruva med olika järnbruk. Anledningen till att en station byggdes just i Örbyhus var delvis Baltzar von Platens inflytande. Han var vid den tiden greve på Örbyhus gods. Han var även statsråd och chef för Sjöfartsdepartementet. Anledningen till att stationen inte ligger närmre slottet är att järnvägen hade behövt korsa Vendelsjön, vilket var omöjligt med den tidens teknik. Statens Järnvägars fjärrtåg slutade stanna i Örbyhus år 1975, men sedan 1991 trafikeras stationen av regionaltåget Upptåget, numera Mälartåg.

### Industrisamhället

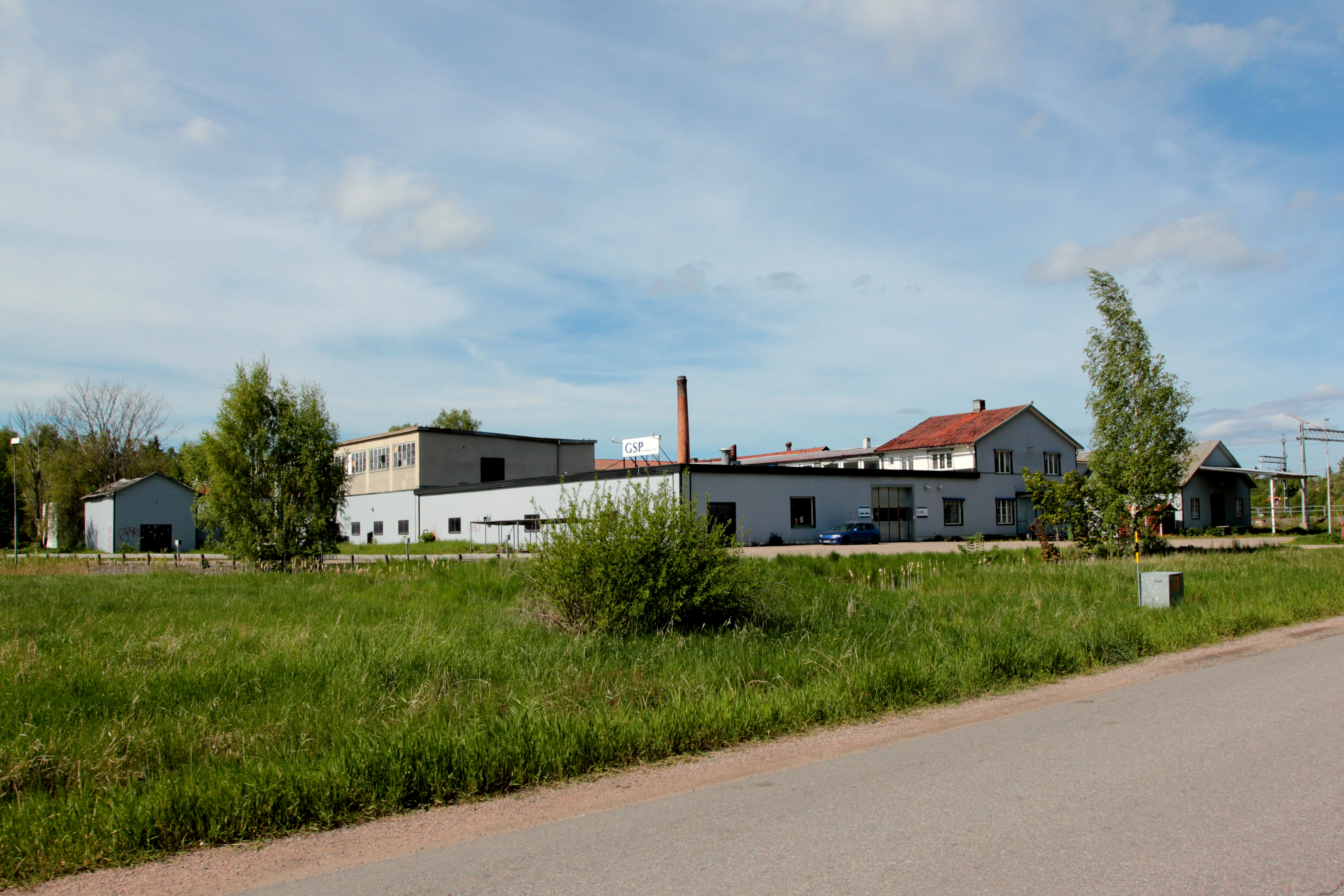
Smides- & Järnsängsfabriks AB gamla lokaler

Under 1900-talets början byggdes Örbyhus till ett starkt industrisamhälle med flera fabriker. Den första fabriken var en ångsåg, Örbyhus Ångsåg som följdes av sängfabriken Järnsängen. År 1908 uppfördes den så kallade Trösken som tillverkade tröskverk, gödselspridare och harvar. Sedan uppfördes Bröderna Larssons Skidfabrik, som förutom skidor och stavar också tillverkade kälkar och sparkstöttingar. Under sommarhalvåret tillverkade de dessutom isskåp och trädgårdsmöbler. År 1911 kom AB Sängfabriken till Örbyhus, genom dotterbolaget Smides- & Järnsängsfabriks AB. Huvudprodukten vid fabriken var sjuksängar. 1931 kom Syfabriks AB Örbyhus (SABÖ) och 1935 byggdes AB Hjalmar Söderbergs syfabrik i Örbyhus.
Örbyhus har även en skola (F-9) som byggdes 1952. Byggnaden har genomgått flera omfattande renoveringar och utvidgningar under årens lopp. Den 1 januari 2028 inleds en total ombyggnation, där hela strukturen rivs och ersätts med en modern och funktionell byggnad. 

### Befolkningsutveckling
| Befolkningsutvecklingen i Örbyhus 1950–2020  | Befolkningsutvecklingen i Örbyhus 1950–2020 | Befolkningsutvecklingen i Örbyhus 1950–2020 | Befolkningsutvecklingen i Örbyhus 1950–2020 | Befolkningsutvecklingen i Örbyhus 1950–2020 |
| -------------------------------------------- | ------------------------------------------- | ------------------------------------------- | ------------------------------------------- | ------------------------------------------- |
|                                              |                                             |                                             |                                             |                                             |
| År                                           |                                             |                                             | Folkmängd                                   | Areal (ha)                                  |
| 1950                                         | 1950                                        |                                             | 1 196                                       |                                             |
| 1960                                         | 1960                                        |                                             | 1 464                                       |                                             |
| 1965                                         | 1965                                        |                                             | 1 612                                       |                                             |
| 1970                                         | 1970                                        |                                             | 1 664                                       |                                             |
| 1975                                         | 1975                                        |                                             | 1 810                                       |                                             |
| 1980                                         | 1980                                        |                                             | 1 864                                       |                                             |
| 1990                                         | 1990                                        |                                             | 1 742                                       | 156                                         |
| 1995                                         | 1995                                        |                                             | 1 802                                       | 159                                         |
| 2000                                         | 2000                                        |                                             | 1 871                                       | 159                                         |
| 2005                                         | 2005                                        |                                             | 1 905                                       | 159                                         |
| 2010                                         | 2010                                        |                                             | 1 984                                       | 158                                         |
| 2015                                         | 2015                                        |                                             | 2 025                                       | 164                                         |
| 2018                                         | 2018                                        |                                             | 2 153                                       | 202                                         |
| 2020                                         | 2020                                        |                                             | 2 247                                       | 202                                         |
| Anm.: från 2018 ingår Persbylånga i tätorten |                                             |                                             |                                             |                                             |

## Kommunikationer

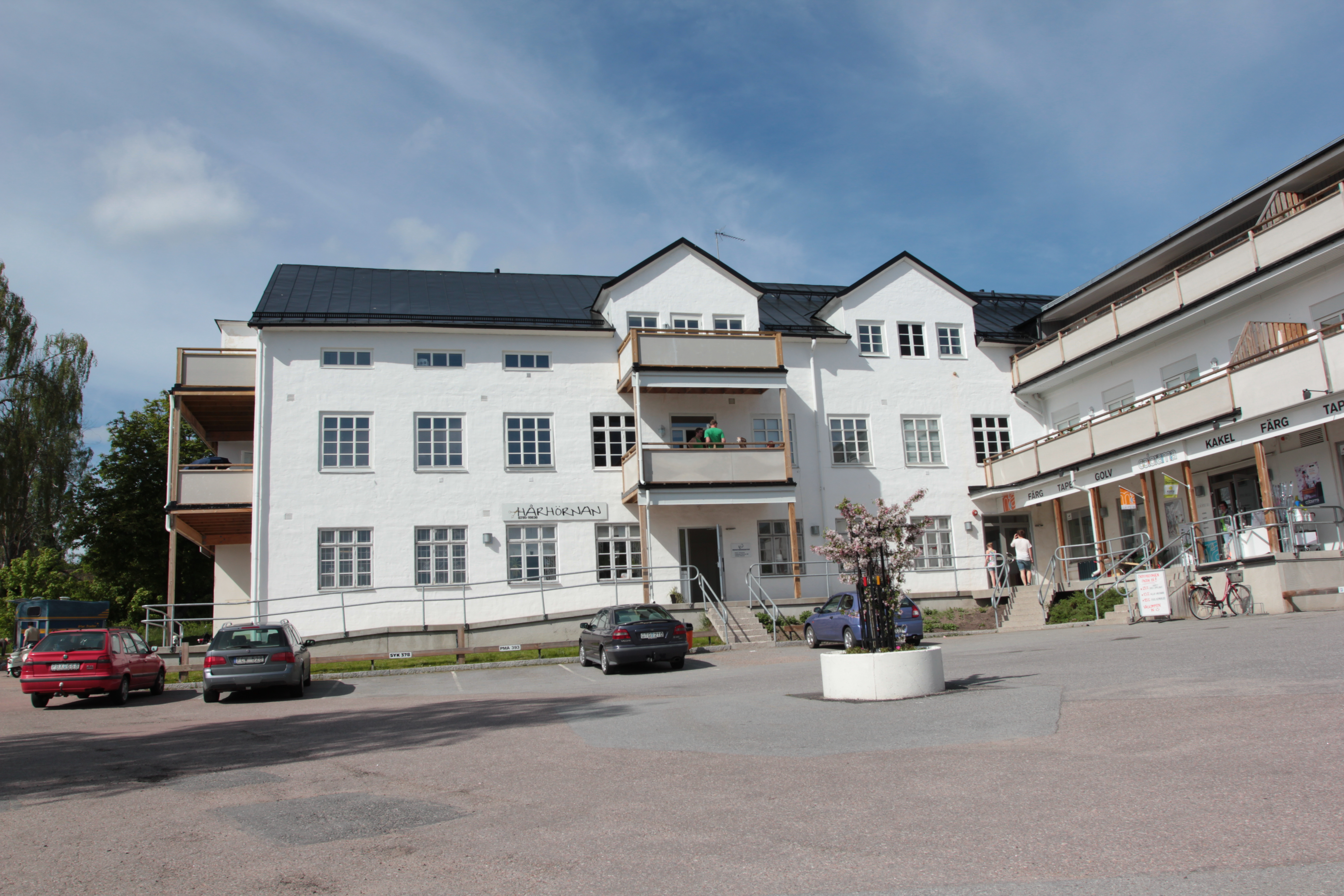
SABÖ:s gamla lokaler

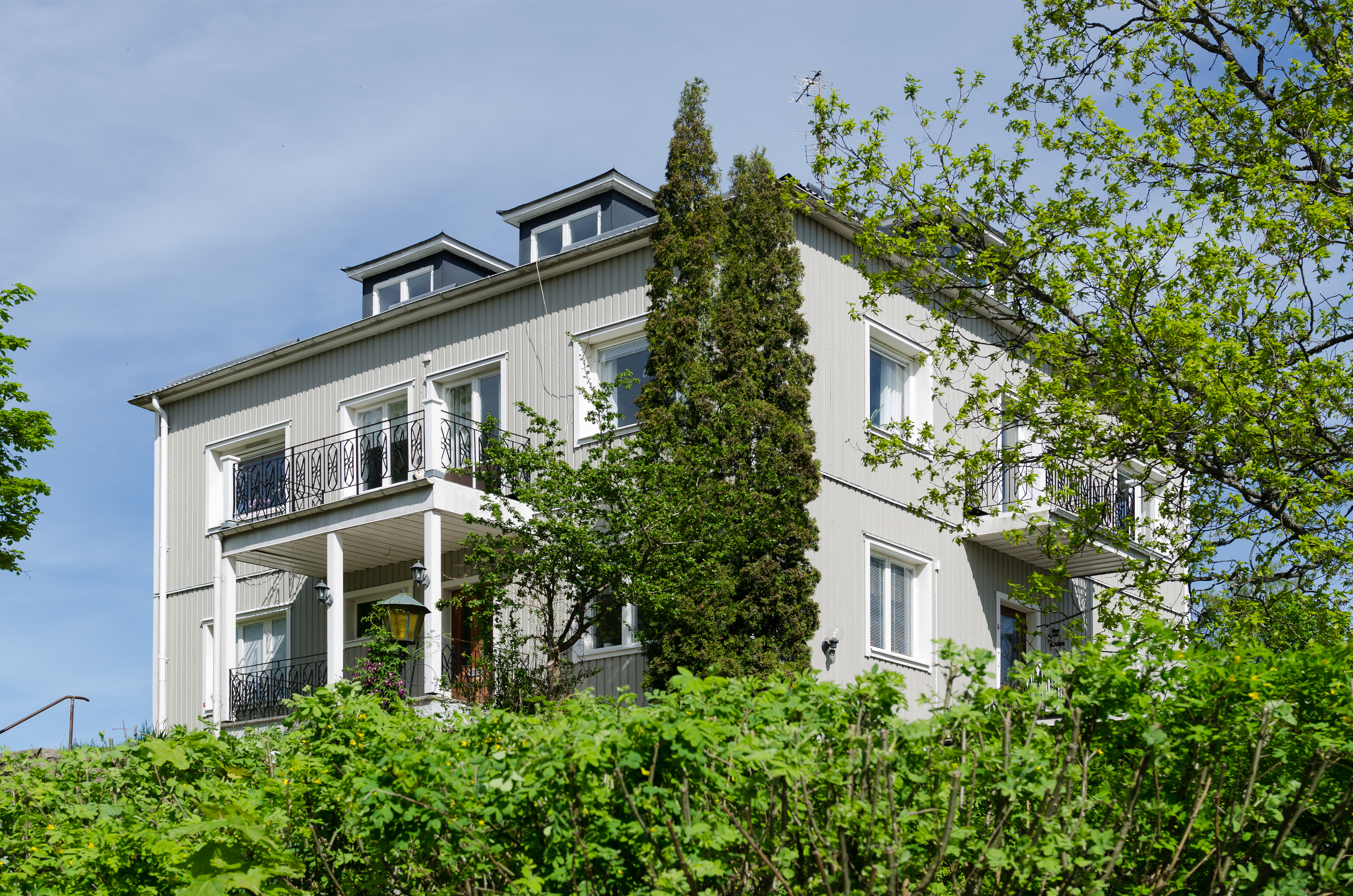
Villa i Örbyhus.

Örbyhus ligger längs järnvägen Ostkustbanan och trafikeras av Mälartåg. UL:s busslinjer förbinder även Örbyhus med Skärplinge och Tierp i norr, med Österbybruk och Gimo i öster samt i söder mot Uppsala via bland annat Björklinge. Länsväg 292 leder västerut mot Söderfors samt österut mot Hargshamn. Länsväg C 709 förbinder Örbyhus med E4 - motorvägen Uppsala–Gävle.
Järnvägslinjen Örbyhus–Hallstavik viker av från Ostkustbanan strax söder om orten, men den har i nuläget endast sporadisk godstrafik.

## Sevärdheter

### Örbyhus slott
Cirka tre kilometer söder om Örbyhus centrum ligger Örbyhus slott. Slottet ägdes under 1500-talet av Vasaätten. Det är känt för att vara Erik XIV:s sista fängelse. Han dog på Örbyhus den 26 februari 1577, enligt traditionen av arsenikförgiftad ärtsoppa, dock anser en del forskare att arseniken mest troligt blandades i vin.
På slottet finns målningar av bland andra Anthonis van Dyck och Thomas Gainsborough.
Slottet som tros vara byggt på tidigt 1300-tal har ägts av bland andra Gustav Vasa, drottning Gunilla Bielke, Karl IX, drottning Kristina, drottning Maria Eleonora, Charles De Geer och greve Baltzar von Platen.

### Kurirstenen
Ett stycke söder om Örbyhus slott finns ett flyttblock som enligt legenden berättar denna historia. Det sägs att vid denna sten möttes två kurirer, den ene från Örbyhus slott, den andre från Stockholm. Det berättas att Johan III gett order att hans bror, Erik XIV, ska avrättas men ångrar sig sedan varpå han skickar ett nytt bud som ska upphäva ordern. Ett stycke söder om slottet möts dock den andre kuriren av en budbärare från slottet på väg till Stockholm med bud om att Erik var död. Stenen har sedan dess kallats Kurirstenen eller Vändomstenen och fick, troligen under 1600-talet, en inskription på hebreiska. Enligt en översättning av orientalisten Karl Vilhelm Zetterstéen betyder den hebreiska inskriptionen "Mördare! Du kommer på skam och fienden utrotar dig!"

### Naturreservatet Florarna
Florarna är ett stort myr- och skogsområde som är Uppsala läns största naturreservat med sina cirka 5 000 hektar. I området finns iordningställda vandringsleder som är lagom för dagsutflykter; bland annat går Upplandsleden genom området.
I skogarna runt Örbyhus upptäcktes Sveriges första exemplar av amerikansk beckasin 15 april 2019.

## Evenemang
Varje år sedan 1982 firas "Örbyhusdagen" i Örbyhus. Från början var det mest lokala handlare och entreprenörer som visade upp sina verksamheter, och det är ett flertal som reser från andra samhällen bara för denna dag. Evenemanget är en blandning av marknad och föreningsaktiviteter. Örbyhusdagen går alltid av stapeln sista lördagen i maj.

## Idrott
År 1920 bildades föreningen Örbyhus IF (ÖIF)  vars fotbollssektion 1975 gick samman med föreningen i Tobo och bildade Tobo/Örbyhus FF. Senare kompletterades föreningen med en innebandysektion. Örbyhus IF fortsatte dock bedriva verksamhet. År 2022 bedrevs verksamhet inom bordtennis, friidrott, gymverksamhet. Till föreningen hör till exempel Simon Pettersson, silvermedaljör i diskus i Olympiska sommarspelen 2021. På orten finns även golfklubben Örbyhus GK. 
I Örbyhus finns badanläggningen Vendelbadet, med utomhus- och inomhusbassäng.
Den huvudsakliga sportanläggningen för utomhusträning är Örbyhus IP. Där finns även inomhus- och utomhusgym som drivs av ÖIF. Den invigdes år 1938 av dåvarande landshövdingen Sigfrid Linnér inför 1 700 närvarande Örbyhusbor. På idrottsplatsen finns tre fotbollsplaner (två stycken 11-mannaplaner och en 5-mannaplan), samtliga med gräs. Runt 11-mannaplanen finns en rundbana för löpning. På idrottsplatsen finns också möjlighet att träna höjd och stav. Idrottsplatsen i övrigt, inklusive elljusspåret på 2,5 km, förvaltas av Örbyhus idrottsplatsförening. Både Tobo/Örbyhus FF och ÖIF nyttjar idrottsplatsen. För ÖIF är Örbyhus IP hemmaarena, och föreningen har på idrottsplatsen bland annat anordnat Örbyhusspelen i många år och ett flertal gånger även Nordupplands Mästerskap.